# バフィン島海流

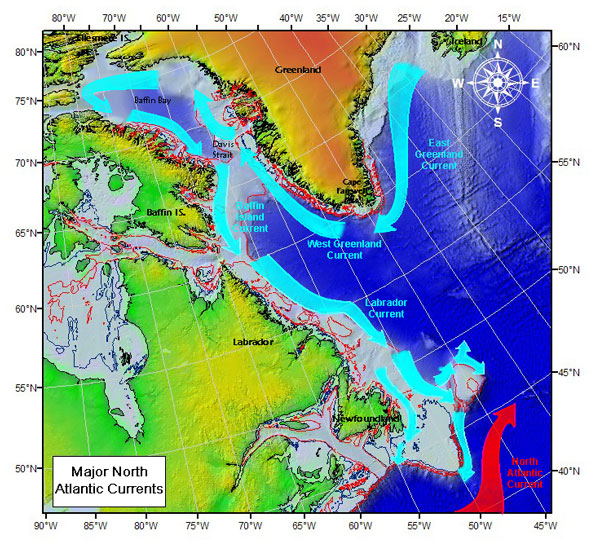
図の中央部分左上の矢印がバフィン島海（Baffin Island Current）の流路

バフィン島海流（バフィンとうかいりゅう、英:Baffin Island Current）とはカナダ北東部、バフィン島東部の沿岸を南下する寒流。西グリーンランド海流が北極海に入り、Uターンしてバフィン湾へ流出していく海流がそう呼ばれる。南下したのち、ラブラドル海流となる。流速は0.2~0.5ノット。